# Roméo Lorrain
Pour les articles homonymes, voir Lorrain (homonymie).
Josep-Roméo Lorrain, dit Roméo Lorrain, né le 26 mai 1901 à Buckingham, et mort le 6 juillet 1967 au lac Long, est un homme politique, journaliste et homme d'affaires québécois. Il est ministre des Travaux publics dans le gouvernement de Maurice Duplessis, de 1944 à 1960.

## Biographie

### Jeunesse et études
Joseph-Roméo Lorrain naît le 26 mai 1901 à Buckingham, en Outaouais. Il est le fils de Joseph Lorrain et de Marie Roy. Il fréquente le Collège Saint-Michel, à Buckingham, puis entreprend des études commerciales et classiques.

### Carrière
À l'âge de 19 ans, il rejoint le journal Le Droit. Avec son frère Lévis, il y entreprend la publication du cahier La page quotidienne de la région de Buckingham. Il est aussi l'un des fondateurs du cercle Châtelain de l'Association catholique de la jeunesse canadienne-française, pour lequel il occupe également la fonction de président,.
Lorrain abandonne sa carrière journalistique pour se consacrer au commerce. Il s'associe à son père et devient fournisseur de meubles et d'instruments de musique dans le comté de Papineau. C'est dans le cadre de ses activités commerciales qu'il développe un intérêt pour la vie publique.
Il est élu député de l'Action libérale nationale à l'Assemblée législative du Québec dans la circonscription de Papineau lors des élections générales québécoises de 1935. Il est réélu à titre de député de l'Union nationale sans interruption aux élections générales de 1936, 1939, 1944, 1948, 1956, 1960 et 1962. À la suite des élections de 1944, qui marquent le retour au pouvoir de l'Union nationale, Maurice Duplessis lui confie le ministère des Travaux publics. Il ne se représente pas aux élections de 1966.
En plus de ses fonctions de ministre, il est aussi temporairement secrétaire provincial en 1956, en remplacement d'Omer Côté à la suite de sa nomination comme juge.

### Mort
Lorrain meurt d'une crise cardiaque au lac Long le 6 juillet 1967. Il est enterré dans le cimetière de Buckingham le 10 juillet suivant.

### Vie privée
Le 13 décembre 1948, en l'église Nativité-de-la-Sainte-Vierge, à Montréal, Roméo Lorrain épouse Marie-Lucienne-Rachel Smith, une infirmière de l'Hôpital Notre-Dame-de-Montréal. Elle meurt en 1965.